# Nógrádmegyer
Nógrádmegyer – wieś i gmina w północnej części Węgier, w pobliżu miasta Szécsény. Miejscowość leży na obszarze Średniogórza Północnowęgierskiego, w pobliżu granicy ze Słowacją. Administracyjnie należy do powiatu Szécsény, wchodzącego w skład komitatu Nógrád.
Gmina Nógrádmegyer liczy 1707 mieszkańców (2009) i zajmuje obszar 22,77 km².